# Saleux
Saleux település Franciaországban, Somme megyében. Lakosainak száma 2767 fő (2022. január 1.). Saleux Clairy-Saulchoix, Dury, Ferrières, Guignemicourt, Pont-de-Metz, Salouël és Vers-sur-Selle községekkel határos.

## Népesség
A település népessége az elmúlt években az alábbi módon változott:
| Lakosok száma | 2681 | 2855 | 2891 | 2846 | 2826 | 2805 | 2787 | 2773 | 2767 |
|               | 2013 | 2015 | 2016 | 2017 | 2018 | 2019 | 2020 | 2021 | 2022 |